# 깃카와 모토하루

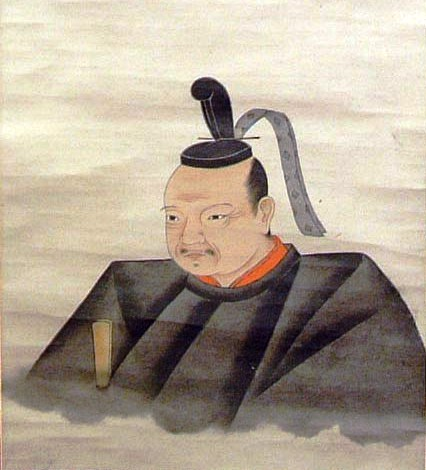
깃카와 모토하루

깃카와/모리 모토하루(일본어: 吉川/毛利元春, 1530년 ~ 1586년)는 센고쿠 시대부터 아즈치모모야마 시대에 걸쳐 활약한 무장으로, 모리 료센(毛利両川)의 한 사람이다. 깃카와 구니쓰네(吉川国経)의 외손자이자, 모리 모토나리의 차남. 본성은 오에 씨(大江氏, 후의 후지와라씨(藤原氏)).
모친은 깃카와 구니쓰네의 딸로, 이러한 관계로부터 덴분(天文) 19년(1550년)에 부친 모토나리의 정략에 의해 깃카와 오키쓰네(吉川興経)를 은거시키고, 깃카와 가문의 양자가 되어 깃카와 가문을 잇게 된다. 깃카와 씨는 후지와라 씨의 가마쿠라 막부의 고케닌(御家人)으로서 스루가(駿河)에서 많은 전공을 세워, 아키(安芸)에 영지를 얻었으며, 무로마치 시대에는 도사(土佐)의 분군슈고(分郡守護)로 임명되기도 했던 명문가이다.
모리 료센의 한 사람으로서, 동생 고바야카와 다카카게(小早川隆景)와 함께 모리 가문 융성의 발판을 쌓아올린 명장이다. 주로 산인(山陰) 방면의 사령관으로서 공헌하였다. 평생 76번의 전투에 임하여, 64번의 승리를 거두고, 한 번도 진 적 없는 무장이라고 전해지고 있다.

## 인물·일화
- 모토하루라는 이름은 아키국에 토착한 모리 가문의 세력 확대를 위해 절치부심했던 선조 모리 모토하루(毛利元春)에서 따온 것이다. 여기서도 부친 모토나리가 모토하루에게 건 기대를 엿볼 수 있다.
- 부친 모토나리도 모토하루의 용맹을 두고 “나는 싸움으로는 모토하루에게 미치지 못한다”라고 말했다고 한다. 또한, 모토나리는 모토하루가 단지 용맹하기만 한 것이 아니라는 것을 간파하고 있어, “눈은 동남쪽을 보면서, 마음은 서북쪽에 있다”[2]라고 평했다고 한다.
- 추한 외모로 소문난 구마가이 노부나오(熊谷信直)의 딸을 처로 맞은 것으로도 유명하다. 용맹하기로 유명했던 구마가이 노부나오의 세력을 같은 편으로 삼기 위한 정략 결혼이었다고는 하나, 그 한편으로는 스스로 여색을 탐하지 않도록 경계하기 위해서였다고도 한다. 덧붙여 부부 관계는 원만하여, 모토하루와 정실 사이에는 깃카와 모토나가(吉川元長)와 깃카와 히로이에(吉川広家), 깃카와 모토우지(毛利元氏) 등 여러 자식을 두었다. 단, 다케다 미쓰카즈(武田光和)에게 시집간 구마가이 노부나오의 여동생은 절세의 미인으로 알려져 있어[3], 숙모와 조카의 외모가 그렇게까지 달랐을까 하는 의문점도 있어, 정말 추한 외모였는지는 명확하지 않다.
- 모토하루는 전투 통산 전적이 76전 64승 12무로 실로 불패의 맹장이었다고 전해진다. 더욱이 아마고 가문 토벌의 진중에서 《태평기》 40권을 필사하여 현존하는 《깃카와 본 태평기(吉川本太平記)》로 전해지고 있어, 지용을 겸비한 명장으로 높이 평가되고 있다.
- 불패의 무장이라고 불리던 모토하루였으나, 제 2차 갓산토다 성 전투 때 시오타니구치(塩谷口)를 공격하려던 중에 자우스야마(茶臼山)에서 잠복하고 있던 아마고 가문의 무장 아키아게 히사이에(秋上久家)의 기습공격으로 패주한 적이 있다. 단 이는 국지전으로, 전체적인 전황으로 모리 군이 갓산토다 성을 함락시켜 승리를 거두었기 때문에 패배로 치지 않는 견해도 있다.[4]
- 어렸을 때, 동생 다카카게와 눈싸움을 벌였다. 이 때, 모토하루는 스스로 동료 5명을 이끌고 거칠게 돌격하여 승리하였으나, 다음 싸움에서는 다카카게의 유인책에 넘어가 측면을 돌파당하여 패했다고 한다.
- 하시바 히데요시와 하시즈가와(橋津川)에서 대치하였을 때, 모토하루는 하시즈가와의 다리를 끊고 배수진을 쳤다. 이 때문에 히데요시는 “죽음을 각오한 병사는 당해낼 수 없다”고 두려워하며 철수하였다고 한다. 또한, 히데요시의 가신 미야베 게이준(宮部継潤)은 “깃카와가 있는 한, 모리의 무운은 쇠하지 않을 것이다”라고 평했다고 한다.
- 모토하루는 자신이 앓고 있는 병(화농성 염증)에 나쁘다는 것을 알면서도, 구로다 요시타카가 자신을 위하여 준비한 연어 요리를 거절하는 것은 무례한 짓이라고 여겨 먹었으나, 이 때문에 증세가 악화되어 사망하였다고 한다. 이것은 모토하루의 굳은 의리를 나타내는 에피소드로 자주 거론된다.
- 히데요시의 주고쿠 전선 철수 때, 실제로 추격을 진언한 것은 장남 모토나가와 3남 히로이에로, 모토하루 자신은 주군 데루모토와 동생 다카카게와 마찬가지로 히데요시의 추격에 반대하였다고 전해진다.